# Shut 'Em Down
Shut 'Em Down é o terceiro álbum do grupo de rap estadunidense Onyx. O álbum marcou a melhor colocação do grupo no Billboard 200, estreando na 10ª colocação na primeira semana de lançamento. A principal participação especial é a de 50 Cent no single "React". O remix feito a partir do álbum foi utilizado na trilha sonora de Grand Theft Auto: Liberty City Stories.
| Críticas profissionais                                                      | Críticas profissionais |
| Avaliações da crítica                                                       | Avaliações da crítica  |
| Fonte                                                                       | Avaliação              |
| --------------------------------------------------------------------------- | ---------------------- |
| Allmusic                                                                    | [ 1 ]                  |
| Rolling Stone                                                               | [ 2 ]                  |
| Esta tabela precisa de ser acompanhada por texto em prosa. Consulte o guia. |                        |

## Lista de músicas
1. "It Was Onyx (Skit)" – 0:48
2. "Raze It Up" – 4:00
3. "Street Nigguz" (featuring X-1) – 4:54
4. "Shut 'Em Down" (featuring DMX) – 3:58
5. "Broke Willies" (featuring X-1) – 3:49
6. "For Nothin' (Skit)" – 0:18
7. "Rob & Vic" (featuring X-1 & Chocolate) – 4:54
8. "Face Down" – 4:40
9. "Cops (Skit)" – 0:51
10. "Conspiracy" (featuring X-1 & Clay The Raider) – 4:31
11. "Black Dust" (featuring X-1) – 3:54
12. "One Nation (Skit)" – 0:37
13. "React" (featuring 50 Cent, Bonifucco, Still Livin' & X-1) – 4:09
14. "Veronica" (featuring X-1 & Sunshine) – 4:29
15. "Fuck Dat" (featuring X-1, Bubba Smith, J Mega, Greg Valentine & Sunshine) - 4:58
16. "Ghetto Starz" (featuring X-1 & The Lost Boyz) – 3:34
17. "Take That" – 1:27
18. "The Worst" (featuring Raekwon, Method Man, X-1 & Killa Sin) / "Overshine" (featuring Greg Valentine & J. Mega) – 10:41
19. "Shut 'Em Down (Remix)" (featuring Noreaga & Big Pun) – 4:14